# Trimma omanensis
Trimma omanensis är en fiskart som beskrevs av Richard Winterbottom 2000. Trimma omanensis ingår i släktet Trimma och familjen smörbultsfiskar. Inga underarter finns listade i Catalogue of Life.